# 錦木塚五郎 (文化)
錦木 塚五郎（にしきぎ つかごろう、生年不明 - 1821年8月26日〈文政4年7月29日〉）は、現在の岩手県花巻市（旧・陸奥国稗貫郡）大迫出身で二所ノ関部屋に所属した力士。
本名は藤原とのみ伝わっている。身長は五尺八寸（175cm）、肩幅三尺（90cm）の巨漢だった。体重は不明。
最高位は西小結。盛岡藩の抱えであった。
1805年10月初土俵（三段目）。翌1806年2月より西幕下尻より四枚目付け出しとなる。1806年10月西二段目9枚目にあがり、現在でいう十枚目昇進を果たす。1809年10月新入幕。怪力で知られ、10貫文銭と鉄砲 2挺を載せた碁盤を膳持ちにして広座敷を3回も歩いて回り、右手で碁盤を持ち直して元の所へ置き直したという伝説が残っている。幕内では、負け越しが無く、順調に出世していった。入幕したての1809年10月には関脇の鬼面山与一右エ門と前頭筆頭の荒馬（後の江戸ヶ崎源弥）を撃破、翌1810年10月場所では大関の柏戸宗五郎を破るなど数々の番狂わせを演じた。しかし、怪力が思わぬ事で悲劇につながった。1812年9月場所後の巡業で、同じく当時若手のホープとして期待されていた鉞音五郎（19歳）との取組の際、怪力で引っ張り込んで頭で押したのが原因で、鉞を死なせてしまったのである。翌1813年1月、新三役（西小結）に昇進するも、ショックから全休してしまい、そのまま現役引退した。
引退から僅か8年後の1821年7月29日に死去。初土俵時の年齢から推算すると、20～30代の短命であった。墓は、到岸寺裏の共同墓地にある大きなアンコ型の自然石である。
幕内通算 8場所、32勝12敗10分1預3無17休の成績を残した。
改名歴は1回ある：三ツ鱗 → 錦木